# Уильямс, Элизабет (баскетболистка)
Элизабет Олатайо Уильямс (англ. Elizabeth Olatayo Williams; род. 23 июня 1993 года в Колчестере, Эссекс, Англия) — американская профессиональная баскетболистка, выступающая в женской национальной баскетбольной ассоциации за команду «Чикаго Скай». Была выбрана на драфте ВНБА 2015 года в первом раунде под общим 4-м номером клубом «Коннектикут Сан». Играет на позиции центровой и тяжёлого форварда.

## Ранние годы
Элизабет родилась 23 июня 1993 года в городе Колчестер, графство Эссекс, в семье Алекса и Маргарет Уильямс, у неё есть младший брат, Марк, и старшая сестра, Виктория, а выросла она в городе Верджиния-Бич, штат Виргиния, где училась в средней школе имени принцессы Анны, в которой выступала за местную баскетбольную команду.